# Andreas Cederholm
Andreas Cederholm (Hjo, 4 de mayo de 1990) es un jugador de balonmano sueco que juega de lateral derecho en el IFK Kristianstad. Es internacional con la selección de balonmano de Suecia.
Con la selección ganó la medalla de plata en el Campeonato Europeo de Balonmano Masculino de 2018.

## Palmarés

### Selección nacional
| Campeonato Europeo | Campeonato Europeo | Campeonato Europeo | Campeonato Europeo |
| Año                | Lugar              | Medalla            |                    |
| ------------------ | ------------------ | ------------------ | ------------------ |
| 2018               | Croacia            | Medalla de plata   |                    |

### Kristianstad
- Liga sueca de balonmano masculino (3): 2015, 2016, 2023

### TBV Lemgo
- Copa de Alemania de balonmano (1): 2020

## Clubes
- IFK Skövde (2007-2013)
- IFK Kristianstad (2013-2016)
- Fenix Toulouse HB (2016-2017)
- TSV GWD Minden (2017-2019)
- TBV Lemgo (2019-2022)
- IFK Kristianstad (2022- )